# Sabana de piedemonte del suroeste de Arabia
La sabana de piedemonte del suroeste de Arabia es una ecorregión de la ecozona afrotropical, definida por WWF, que se extiende a mediana altitud por las montañas del sur de la península arábiga.

## Descripción
Es una ecorregión de desierto que ocupa 274.700 kilómetros cuadrados por debajo de los 2.000 m s. n. m. en las montañas del sur de la península arábiga, desde el suroeste de Arabia Saudita, pasando por el oeste y el sur de Yemen, hasta el extremo sur de Omán. A mayor altitud se encuentra la ecorregión denominada monte alto del suroeste de Arabia; limita además con el desierto costero nublado de la península arábiga, al sur, y con el desierto y semidesierto tropicales del mar Rojo, al norte.

## Estado de conservación
En peligro crítico.